# Reviga
Reviga est une commune du județ de Ialomița en Roumanie.